# Pugettia richii
Pugettia richii är en kräftdjursart som beskrevs av James Dwight Dana 1851. Pugettia richii ingår i släktet Pugettia och familjen Epialtidae. Inga underarter finns listade i Catalogue of Life.